# حسين الشعلان
حسين علي شعلان سلمان الخزاعي وهو زعيم قبلي وسياسي عراقي من الديوانية، محافظة القادسية.
حسين الشعلان من عشيرة الخزاعل وهو أحد شيوخ قبيلة خزاعة.
غادر العراق بعد أحداث عام 1991، وحصل على اللجوء في بريطانيا.
شارك في تأسيس حزب تيار الوسط الديمقراطي مع عدنان الباججي عام 2000، ومثل الحزب في لجنة المتابعة والتنسيق، وهي لجنة أقرها مؤتمر المعارضة العراقية في ديسمبر 2002 في لندن (إنجلترا).
عاد إلى العراق بعد احتلاله عام 2003، وأسس مجلسا للعشائر ضم 150 قبيلة.
شغل منصب عضو في الجمعية الوطنية الانتقالية المؤقتة عامي 2004 و2005، وكان عضوا في لجنة شؤون العشائر في الجمعية.
كما شغل منصب عضو في مجلس النواب العراقي في دورته الأولى عن القائمة العراقية الوطنية، وشغل منصب عضو في لجنة الأمن والدفاع.
وكذلك شغل منصب عضو في مجلس النواب العراقي في دورته الثانية عن ائتلاف العراقية، وكان رئيسا للجنة العشائر.

وفي سوريا  شيخهم الشيخ  محمد ابن صلاح الخزعلي في ريف حلب الشرقي
ويعتبر شيخ عام خزاعة  في سوريا أبا عن جد